# Amy Lalonde
Amy Lalonde (Pelham, 6 ottobre 1975) è un'attrice e modella canadese naturalizzata statunitense.

## Biografia
Si laurea alla Queen's University di Kingston in Ontario. Il suo debutto cinematografico è del 2006, ed il successo le arride nel 2008 con la partecipazione alla serie televisiva della CBS, Sophie.

## Filmografia

### Film
- 5ive Girls (2006)
- Heartstopper (2006)
- Le cronache dei morti viventi (2007)

### Serie televisive
- Mutant X (2006)
- Kevin Hill (2006)
- Battlestar Galactica (2006)
- Lovebites (2006)
- 72 Hours: True Crime (2007)
- Jeff Ltd. (2007)
- Sophie (2008 - 2009)
- Wild Roses (2009)
- Lost Girl (2010)
- La mia babysitter è un vampiro (2011)
- InSecurity (2011)
- Rookie Blue (2010 - 2013)

## Trama
- (EN) Amy Lalonde, su IMDb, IMDb.com.